# Club Natació Rubí
El Club Natació Rubí es un club deportivo fundado en 1971 por iniciativa de Miquel Prat en Rubí.
En 2020 el Club Natación Rubí es la entidad deportiva más importante de la ciudad la cual la integran 6000 socios y cerca de 200 deportistas federados. Se practican varios deportes, pero fundamentalmente natación, waterpolo y triatlón.

## Historia
El equipo de waterpolo femenino consigue su vuelta a la división de honor en la temporada 2013-2014.
En el ámbito individual, el CN Rubí ha aportado deportistas de alto nivel y que han participado en eventos y competiciones internacionales:
- Ana Copado: jugadora formada en el club y que disputó los Juegos Olímpicos de Londres 2012 siendo jugadora del CE Mediterrani.
- Beatriz Ortiz Muñoz: medalla de oro en los Juegos Olímpicos de París 2024. Además también participó en los de Tokio 2020 y Río 2016, consiguiendo la medalla de plata en las dos ediciones.
- Ariadna Ruiz Barril: campeona del Mundo juvenil con la selección española de waterpolo disputada en Serbia 2018.
- Paula Rutgers Godina: Campeona de Europa junior con la selección española de waterpolo, disputada en Funchal (Portugal) 2018.